# Jüdischer Friedhof (Simmern)

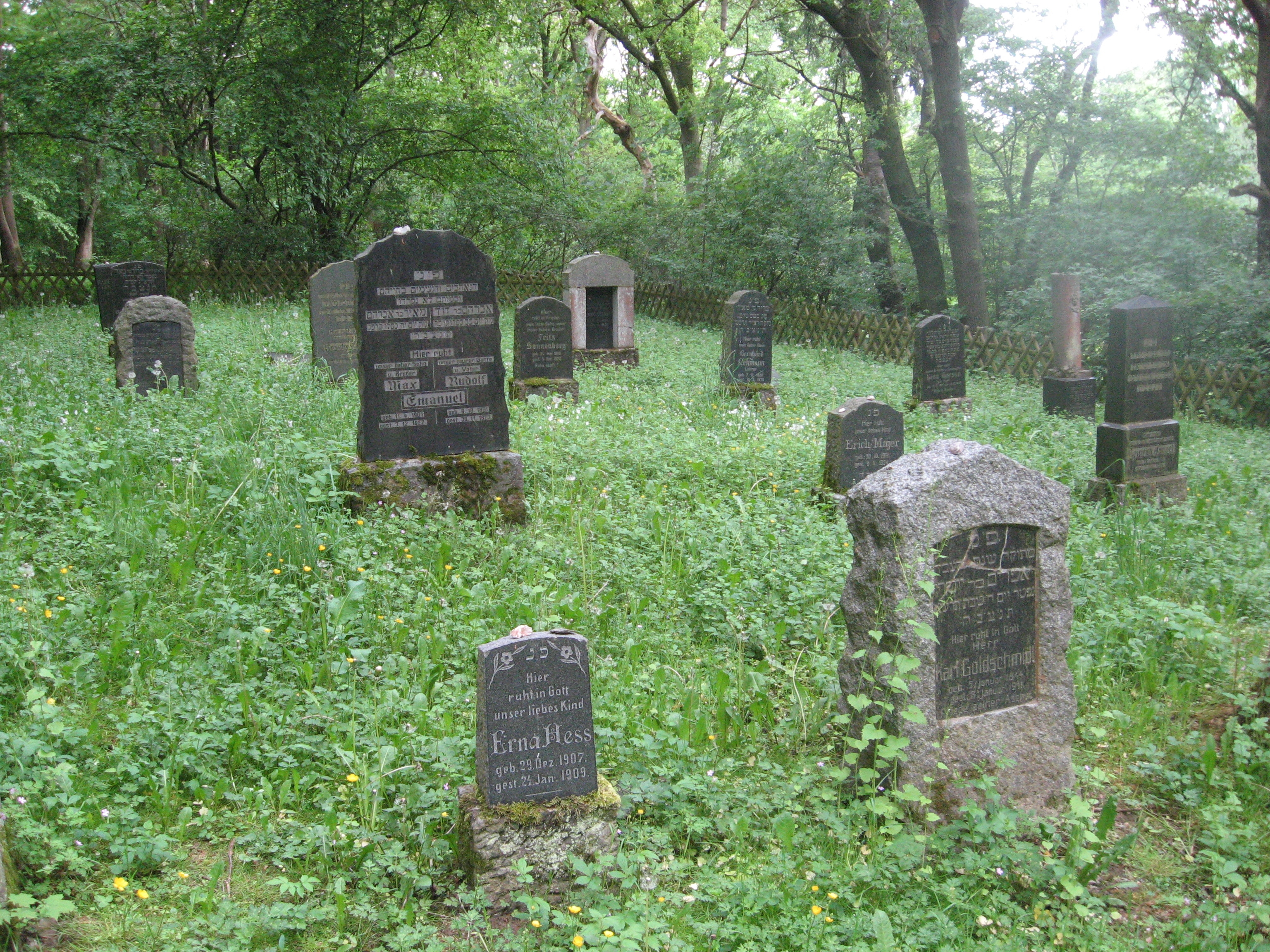
Jüdischer Friedhof in Simmern

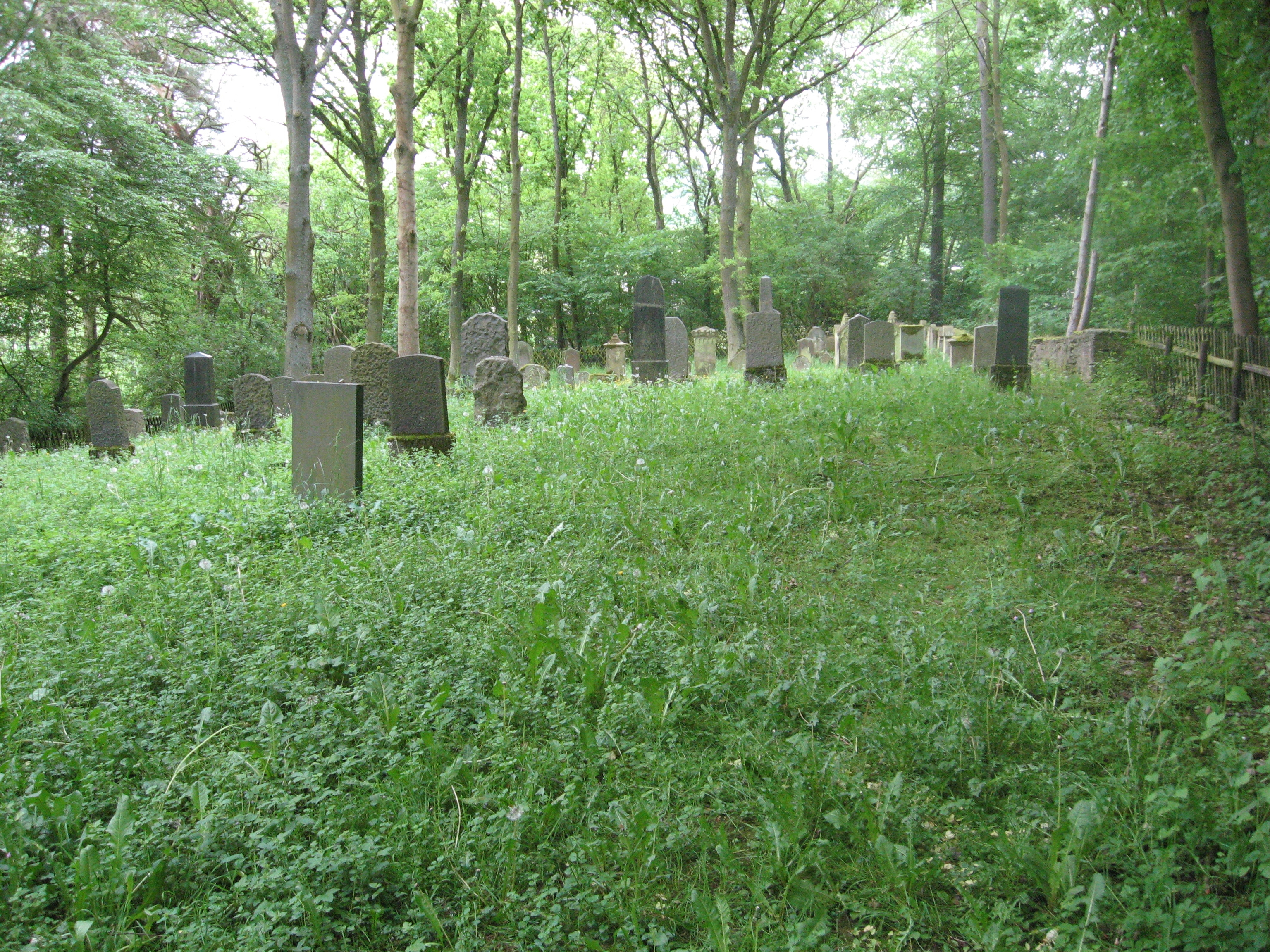
Jüdischer Friedhof in Simmern

Der Jüdische Friedhof Simmern ist eine alte Begräbnisstätte in Simmern, der Kreisstadt  des Rhein-Hunsrück-Kreises in Rheinland-Pfalz. Der jüdische Friedhof liegt etwa 200 m südöstlich des kommunalen Friedhofes. Seit 1992 ist der Friedhof ein geschütztes Kulturdenkmal.
Die jüdische Gemeinde Simmern legte den Friedhof im 18. Jahrhundert an. Er wird erstmals 1760 genannt. Bis um 1840 wurden auch die Toten der jüdischen Gemeinde Rheinböllen auf dem Friedhof bestattet. Friedhofsschändungen gab es bereits in den Jahren 1862, 1871 und 1907. Im November 1990 wurden 32 Grabsteine umgestürzt.
Der Friedhof hat eine Fläche von 18,00 Ar, er wurde 1838 erweitert und 1937 fand die letzte Beerdigung statt.